# Ramandus datter
Ramandus datter er en narnisk dronning i Narnia-serien af C. S. Lewis. Hun medvirker i to af seriens bøger: Morgenvandrerens rejse og Sølvstolen. Man får aldrig hendes navn at vide. Hun bliver blot omtalt som Ramandus datter og dronningen. I filmatiseringen af Morgenvandrerens rejse har hun fået navnet Liliandil og spilles af Laura Brent.

## Før Morgenvandrerens rejse
Hun var datter af den tidligere stjerne Ramandu og blev beskrevet som en høj pige, klædt i en lang, strålende blå kjole uden ærmer. Hun var barhovedet, og hendes gule hår hang ned ad ryggen på hende. 

## Morgenvandrerens rejse
Hun byder kong Caspian X  og de andre rejsende velkommen da de når til Aslans bord. Caspian bliver omgående forelsket og lover at vende tilbage efter at havde rejst til verdens ende med Lucy, Edmund og Eustace.

## Mellem Morgenvandrerens rejse og Sølvstolen
Hun blev gift med kong Caspian X  af Narnia og blev derved dronning, og endda en meget betydningsfuld, der blev mor og bedstemor til konger, som kom til at udføre store bedrifter. Hun fik én søn ved navn Rilian.

## Dronningens død
Dronning døde tragisk en varm majdag, da hun var redet op til det nordlige Narnia sammen med sin eneste søn, Rilian. Her blev hun søvnig, og alle hofdamerne bredte deres kapper ud på en græsplet, så hun kunne ligge på dem. Nogen tid senere, mens hun lå der, kom en stor slange ud af den tætte skov og bed dronningen i hånden. Alle hørte hende skrige og styrtede hen til hende, og Rilian var den første, der nåede frem. Han så slangen glide bort fra hende og sprang efter den med draget sværd. Men den smuttede ind i et tæt buskads, og han kunne ikke følge efter den. Knap ti minutter efter døde hun. Den store slange var i virkeligheden den onde heks, Fruen af den grønne kjortel. 